# Pezochiton grandis
Pezochiton grandis är en insektsart som beskrevs av Max Beier 1960. Pezochiton grandis ingår i släktet Pezochiton och familjen vårtbitare. Inga underarter finns listade i Catalogue of Life.